# Ecel község
Ecel község (románul: Comuna Ațel) község Szeben megyében, Romániában. Központja Ecel, beosztott falva Táblás.

## Fekvése
Szeben megye északkeleti részén helyezkedik el. Szomszédai: északon Küküllőalmás, nyugaton Baráthely, keleten Erzsébetváros és Berethalom, délen Berethalom. A DJ 142F megyei úton közelíthető meg. Az eceli vasútállomáson áthalad a 300-as vasúti fővonal.

## Népessége
1850-től a népesség alábbiak szerint alakult:
| Lakosok száma | 4062 | 3807 | 4014 | 4575 | 4953 | 4953 | 3726 | 3640 | 1429 | 1263 |
|               | 1850 | 1880 | 1900 | 1920 | 1941 | 1977 | 1992 | 2002 | 2011 | 2021 |

A 2011-es népszámlálás adatai alapján a község népessége 1429 fő volt, melynek 79,64%-a román, 10,78%-a roma, 5,39%-a német és 1,4%-a magyar. Vallási hovatartozás szempontjából a lakosság 79,99%-a ortodox, 7,14%-a pünkösdista, 4,48%-a hetednapi adventista, 4,41%-a evangélikus.

## Története
2005-ig a községhez tartoztak Küküllőalmás, Gyákos és Somogyom falvak is, amelyek a 14/2004-es törvény alapján különváltak Küküllőalmás község néven.

## Nevezetességei
A község területéről az alábbi épületek szerepelnek a romániai műemlékek jegyzékében:
- az eceli erődtemplom (LMI-kódja SB-II-a-A-12316)
- a táblási erődtemplom (SB-II-a-A-12386)

## Híres emberek
- Ecelen született Lukas Graffius (1667–1736) evangélikus püspök.